# صادق همایونی
صادق همایونی سروستانی پژوهشگر، مردم‌شناس و پژوهشگر در حوزه فرهنگ عامه فرهنگ‌های ایران است. وی متولد سال ۱۳۱۷ در سروستان است و نزدیک به ۳۰ کتاب و ۲۰۰ مقاله از خود بر جای گذاشته است. همایونی کارهای بسیاری در زمینه فرهنگ مردم از جمله تعزیه و تعزیه‌خوانی در ایران و شیراز انجام داده است. او یکشنبه ۱۹ خرداد ۱۳۹۲، در سن ۷۹ سالگی درگذشت.

وی دانش‌آموخته دانشگاه تهران در رشته حقوق و وکیل دادگستری است. نخستین نوشته‌اش در سال ۱۳۳۰ با عنوان «اراده» در سالنامه گلستان، نخستین شعرش در سال ۱۳۳۴ در صفحه ادبی مجله روشنفکر با عنوان «ترانه» و نخستین داستانش نیز در همان سال در مجله سپید و سیاه به چاپ رسیده است. همایونی دربارهٔ فرهنگ‌های مختلف ایرانی از جمله فرهنگ‌های قشقایی، لری، مازندرانی، عرب‌های اهواز و ... تحقیقاتی انجام داده است.

## زندگی
صادق همایونی متولد سال ۱۳۱۷ در استان فارس و نزدیک به ۳۰ کتاب و ۲۰۰ مقاله از خود بر جای گذاشته است. همایونی کارهای ارزشمندی در زمینه فرهنگ مردم از جمله تعزیه و تعزیه‌خوانی در ایران و شیراز دارد.
از جمله آثار وی می‌توان به خاستگاه تعزیه، فرهنگ مردم سروستان، ترانه‌های محلی فارس، فرهنگ مردم شیراز، مجموعه شعر بن‌بست و... اشاره کرد.
همایونی به دلیل ایست قلبی از دنیا رفت و پیکرش در شاه داعی الله در شیراز به خاک سپرده شد.
از جمله آثار وی می‌توان به خاستگاه تعزیه، فرهنگ مردم سروستان، ترانه‌های محلی فارس، فرهنگ مردم شیراز، مجموعه شعر بن‌بست و... اشاره کرد.
او یکشنبه ۱۹ خرداد ۱۳۹۲، در سن ۷۹ سالگی درگذشت. همایونی در طول زندگی خود توانست به کار تحقیق و پژوهش در زمینه تعزیه و شعر و داستان فلکلوریک شهرت پیدا کند.

## آغاز فعالیت
نخستین نوشته‌اش در سال ۱۳۳۰ با عنوان «اراده» در سالنامه گلستان، نخستین شعرش در سال ۱۳۳۴ در صفحه ادبی مجله روشنفکر با عنوان «ترانه» و نخستین داستانش نیز در همان سال در مجله سپید و سیاه به چاپ رسیده است.
در فاصله سال‌های ۱۳۴۸ تا ۱۳۵۴ به‌طور مستمر در زمینه فرهنگ عامه با مجله «کاوه» که در آلمان به دو زبان فارسی و آلمانی منتشر می‌شد همکاری کرد و تا پایان عمر نیز با فصلنامه هنر، فصلنامه تئاتر، مجله بخارا و ... کم و بیش همکاری داشت.

## آثار
همایونی که نخستین‌بار داستان‌های کوتاهش را در مجله ادبی «خوشه» انتشار داده بود، بعدها کتاب‌های «هرگز غروب نکن» (۱۳۴۷) و «بیگانه‌ای در ده» (۱۳۴۹) را در این زمینه به دست چاپ سپرد. کتاب «بن‌بست» نیز نخستین تجربیات شعری او بود که در ۱۳۴۴ منتشر شده بود. کتاب «زنان و سروده هایشان در گستره فرهنگ مردم ایران زمین» آخرین کتاب وی بود. کتاب‌های خاستگاه تعزیه، فرهنگ مردم سروستان، ترانه‌های محلی فارس، فرهنگ مردم شیراز و... نیز از جمله آثار وی هستند.